# Tournoi de tennis de Montréal
Ne pas confondre avec l'Open du Canada ni le Masters du Canada

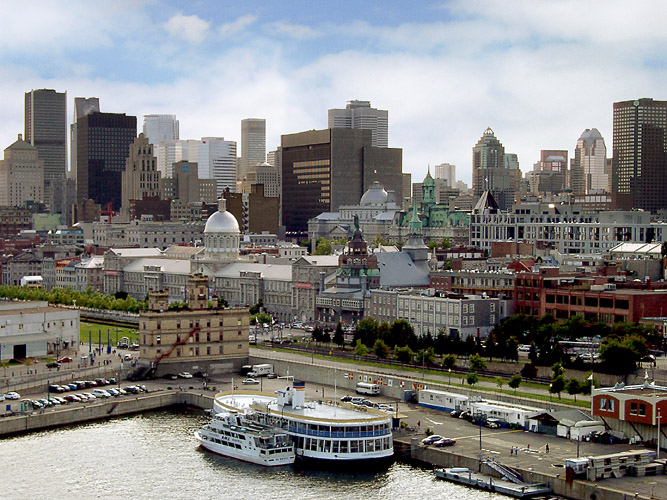
Vieux port de Montréal

Le tournoi de Montréal (Québec, Canada) est un tournoi de tennis féminin du circuit professionnel WTA et masculin du circuit professionnel ATP.
Il a été organisé à six reprises, entre 1978 et 1982.
En 1972, une seule édition du tournoi masculin est organisée.

## Palmarès dames

### Simple
| No | Date       | Nom et lieu du tournoi               | Catégorie | Dotation  | Surface    | Vainqueure          | Finaliste           | Score         |         |
| -- | ---------- | ------------------------------------ | --------- | --------- | ---------- | ------------------- | ------------------- | ------------- | ------- |
| 1  | 13-02-1978 | Avon Futures of Montreal, Montréal   | Futures   | 20 000 $  | Dur (int.) | Hana Strachoňová    | Stephanie Tolleson  | 4-6, 6-1, 7-5 | Tableau |
| 2  | 18-09-1978 | World Tennis Classic, Montréal       |           | 40 000 $  | Dur (int.) | Caroline Stoll      | Françoise Dürr      | 6-3, 6-2      | Tableau |
| 3  | 05-02-1979 | Avon Futures of Montreal, Montréal   | Futures   | 25 000 $  | Dur (int.) | Hana Mandlíková     | Leslie Allen        | 7-6, 6-2      | Tableau |
| 4  | 14-07-1980 | Player's Challenge Classic, Montréal |           | 100 000 $ | Dur (ext.) | Martina Navrátilová | Greer Stevens       | 6-2, 6-1      | Tableau |
| 5  | 19-01-1981 | Avon Futures of Montréal, Montréal   | Futures   | 30 000 $  | Dur (int.) | Kathleen Horvath    | Candy Reynolds      | 6-4, 7-6      | Tableau |
| 6  | 18-01-1982 | Avon Futures of Canada, Montréal     | Futures   | 40 000 $  | Dur (int.) | Glynis Coles        | Leigh-Anne Thompson | 6-4, 6-4      | Tableau |

### Double
| No | Date       | Nom et lieu du tournoi              | Catégorie | Dotation  | Surface    | Vainqueures                    | Finalistes                    | Score         |         |
| -- | ---------- | ----------------------------------- | --------- | --------- | ---------- | ------------------------------ | ----------------------------- | ------------- | ------- |
| 1  | 13-02-1978 | Avon Futures of Montreal Montréal   | Futures   | 20 000 $  | Dur (int.) | Ann Kiyomura Laura duPont      | Mimi Wikstedt Jane Stratton   | 6-4, 3-6, 6-4 | Tableau |
| 2  | 18-09-1978 | World Tennis Classic Montréal       |           | 40 000 $  | Dur (int.) | Julie Anthony Billie Jean King | Ilana Kloss Marise Kruger     | 6-4, 6-4      | Tableau |
| 3  | 05-02-1979 | Avon Futures of Montreal Montréal   | Futures   | 25 000 $  | Dur (int.) | Marjorie Blackwood Kym Ruddell | Raquel Giscafré Jane Stratton | 6-4, 3-6, 6-4 | Tableau |
| 4  | 14-07-1980 | Player's Challenge Classic Montréal |           | 100 000 $ | Dur (ext.) | Pam Shriver Anne Smith         | Ann Kiyomura Greer Stevens    | 3-6, 6-6, ab. | Tableau |
| 5  | 18-01-1982 | Avon Futures of Canada Montréal     | Futures   | 40 000 $  | Dur (int.) | Marjorie Blackwood Susan Leo   | Diane Desfor Barbara Jordan   | 6-2, 6-4      | Tableau |

## Palmarès messieurs

### Simple
| No | Date       | Nom et lieu du tournoi | Catégorie | Dotation | Surface | Vainqueur   | Finaliste   | Score              |  |
| -- | ---------- | ---------------------- | --------- | -------- | ------- | ----------- | ----------- | ------------------ |  |
| 1  | 18-09-1972 | Montreal WCT, Montréal |           | NC $     | NC      | Arthur Ashe | Roy Emerson | 6-4, 3-6, 6-2, 7-5 |  |

### Double
| No | Date       | Nom et lieu du tournoi | Catégorie | Dotation | Surface | Vainqueurs              | Finalistes               | Score         |  |
| -- | ---------- | ---------------------- | --------- | -------- | ------- | ----------------------- | ------------------------ | ------------- |  |
| 1  | 18-09-1972 | Montreal WCT, Montréal |           | NC $     | NC      | Tom Okker Marty Riessen | Robert Maud Ken Rosewall | 6-1, 4-6, 7-6 |  |